# Cantone di Monsols
Il Cantone di Monsols era una divisione amministrativa dell'arrondissement di Villefranche-sur-Saône.
È stato soppresso a seguito della riforma complessiva dei cantoni del 2014, che è entrata in vigore con le elezioni dipartimentali del 2015.
Comprendeva i comuni di:
- Aigueperse
- Azolette
- Cenves
- Monsols
- Ouroux
- Propières
- Saint-Bonnet-des-Bruyères
- Saint-Christophe
- Saint-Clément-de-Vers
- Saint-Igny-de-Vers
- Saint-Jacques-des-Arrêts
- Saint-Mamert
- Trades